# Anaza
Anaza és una tribu àrab, antiga però encara existent. El seu ancestre seria Wail, també ancestre dels Bakr i el Taghlib.
Els Anaza vivien al Tuwayk, al sud del Wadi Nisah on encara viu una fracció: els Banu Hizzan a Hadar. Establiments dels Anaza al sud de Taif van desaparèixer vers el 1200 com a conseqüència d'una pesta. De Hadar van sortir els Banu Utba, emparentats amb les cases reials de Kuwait i Bahrein. Altres Anaza es van establir al segle VI a la zona de l'Eufrates i encara que es van fer musulmans van participar en la Rida (apostasia) que va seguir la mort del Profeta el 632, si bé més tard van retornar a la religió. Grups Anaza es van establir a la zona de Kufa, a la de Bàssora i a la de Mossul. Al segle ix es va produir una emigració cap a la regió d'al-Anbar; més tard al segle xvi es van desplaçar a l'est fins a Kasim.
Vers el 1700 els grups Anaza estaven repartits així:
- Els Djela o Ruwala al sud de l'Harrat Khaybar entre Medina i Samira
- Els Sbaa al Wadi l-Ruma fins a Kasim
- Els Amarat al Djebel Shammar
- Els Fadan al nord de l'Harra (després substituïts pels Wald Sulayman, als que estant emparentat)
- Els Wald Ali i els Hesene a l'oest de Khaybar

Els Djela van emigrar al segle xviii a Síria i Jordània. Una segona onada es va produir al segle xix fugint dels wahhabites. Després la política dels Anaza es va orientar a tractar amb els otomans i amb els Banu Rashid d'Hail, emirs de Xammar.
Al segle xx els Ruwala dirigits pel clan dels Banu Shalan van governar Djof del 1909 al 1922. El 1917 els Amarat es van aliar als anglesos després que aquestos van entrar a Bagdad l'11 de març de 1917. Els van seguir els Ruwala el setembre del 1918, el xeic dels quals, al-Nuri ibn Shalan va entrar a Damasc amb les tropes angloàrabs (octubre de 1918). Després de la guerra els Anaza van quedar repartits:
- Els Fadan, Sbaa i Ruwala a Síria
- Els Amarat en majoria a Iraq i una part a Aràbia Saudita

Llavors es van dividir en dos fraccions: els Dana Muslim (Hesene, Wald Ali, i Ruwala) i els Bishr (Fadan, Sbaa i Amarat). Les lluites entre fraccions, a Síria, foren reprimides pels francesos el 1929. Després d'aquesta data van quedar establerts:
- Fadan a l'est d'Alep i Hamah
- Sbaa a l'est i nord d'Hamah
- Amarat, a la Djazira al sud-est de Khabur (principalment a Iraq)
- Hesene, a l'est d'Homs
- Wald Ali, nord-est de Damasc i al Hawran
- Ruwala, al sud-est d'Homs
- Alguns grups a Aràbia Saudita i Iraq (Fukara, part dels Wald Ali i Wald Sulayman)